# Drapelul Camerunului

Raport: 2:3

Drapelul Camerunului a fost adoptat la 10 mai 1975, după ce Camerun a devenit un stat unitar. Fostul steag al Camerunului avea aceleași culori, însă două stele. Designul tricolorului este inspirat de steagul Franței, iar culorile sunt culorile pan-africane. Banda centrală simbolizează unitatea, roșul fiind culoarea unității, iar steaua este cunoscută ca "steaua unității". Galbenul simbolizează soarele, precum și savana din partea de nord a țării, iar verdele simbolizează pădurile din partea de sud a Camerunului.